# H2O le festival
H2O le festival est un festival familial de tout genre qui a été fondé en 2007 et qui compte 17 éditions à son actif. Ses thèmes principaux sont la musique, le sport et la famille.

## Le festival
H2O le festival est un festival de musique qui se déroule dans la ville d’Amos située dans la région de l’Abitibi Témiscamingue. Les festivités sont réparties sur trois jours au milieu du mois de juillet. Depuis ses tout début, l’emplacement du site surplombe la rivière Harricana. Les spectacles sont à l'agora naturelle de la ville d'Amos. Durant les trois jours, plusieurs groupes et musiciens se mettent en scène et plusieurs autres activités pour toute la famille sont organisées. Le festival reçoit près de 55 000 festivaliers tous les ans.

## Historique
Le festival a été fondé en 2007 et depuis, tous les ans, nous retrouvons des programmations diversifiées et de multiples activités.
Le festival mise sur l’inclusion et la diversité : « Depuis le début des années 2000, l’agenda culturel d’Amos s’est garni d’évènements pour mettre en valeur son territoire et stimuler la vitalité culturelle entre les citoyens de toutes origines confondues ». Le comité organisateur des événements souhaite que le festival soit inclusif pour tous les usagés. Les genres musicaux et les activités proposées sont variés pour plaire aux plus grands nombres de personnes possibles et ce chaque année.
Selon Geneviève Lemire-Julien, une  journaliste pour Tourisme Abitibi-Témiscamingue, H2O le festival est adapté pour les personnes de 0 à 100 ans. Pour ce qui est de l’inclusion des différentes cultures, le festival souhaite inclure les nouveaux arrivants de la région ainsi que les communautés autochtones avoisinantes tel que les Anicinabek de Pikogan. Le comité organisateur élabore des animations qui feront découvrir de nouvelles cultures ou traditions aux gens présents lors des trois jours de festivals. Les tarifs pour assister aux évènements sont aussi inclusifs. Les trois jours de spectacles sont abordables, sans oubliez que l'accès aux spectacles payants est gratuit pour les enfants de moins de 12 ans.

## Description de l'évènement
On retrouve de nombreuses activités proposées pour tous :
D'une part, le festival mise sur une programmation diversifée [sic]. Elle l'est à tous les niveaux! Effectivement, parmi les activités prévues, on compte des courses à pied de différentes distances, des campings urbains et un bassin de mousse. On compte également du croquet, de l’eurobungy (pirouettes et sauts en hauteur), du transport par navette et plusieurs autres! 
Cela montre que le festival souhaite être inclusif et prône la diversité culturelle. Aussi, plusieurs activités variées sont proposées pour tous les âges et ce, depuis ses tout début.
Le festival H2O n’est pas seulement un festival de musique extérieur traditionnel. En effet, nous retrouvons plusieurs activités pour divertir les petits comme les grands. Les thèmes principaux du festival sont le sport, la musique et la famille. Pour ce qui est du sport, chaque année, une course à pied est organisée. Elle se nomme l’Express H2O Desjardins. Il n’y a pas de qualification pour y participer, tous peuvent tenter de faire le 1km, 5km, 10km, 21,1km et le 42,2km. Il y a aussi le Parc récréonautique où tous peuvent faire des activités nautiques de tout genrecomme des essais de Kayak.
Une autre attraction principale du festival est la course de bateaux dragons qui accueille de nombreux concurrents et spectateurs chaque édition.
Pour ce qui est de la programmation pour la famille, nous pouvons retrouver de tout pour occuper les enfants et les plus grands. Dans le même esprit de l’inclusion culturelle durant l’édition 2024, nous retrouvons une activité proposant aux enfants de décorer un couvre-chef aux couleurs de l’Ukraine. Activité dirigée par une Amossoise d’origine ukrainienne. Un bain de mousse, un magicien, une fermette et même une piste d’hébertisme étaient au rendez-vous en 2024. Ces activités changent et suivent les tendances au fils des années pour essayer de plaire aux plus de personnes assistants à l'expérience d' H2O le festival.

## Éditions
Édition 13: En 2019, le festival a eu lieu du 11 au 13 juillet à l'agora naturelle de la ville d'Amos. L'artiste Pascale Picard, Patrice Michaud et Émile Bilodeau se joint au groupe Les Trois Accords, Kaïn et Matt Lang. Cette édition accueille aussi le groupe Vilain Pingouin, La dernière Chicane et Shawn Wine and the Winos.
Édition 14: en 2021, le festival se déroule du 15 au 18 juillet. Les têtes d'affiches sont Matt Lang, Pépé et sa guitare, Clay and Friends et Bleu Jeans Bleu. Malgré les courts délais imposés par la pandémie de Covid-19 et l'instabilité sanitaire, les festivités ont tout de même eu lieu.
Édition 15 : En 2022, le festival a eu lieu du 14 au 17 juillet, du jeudi au dimanche. Malgré les mesures sanitaires en vigueur et l’instabilité sanitaire, le comité organisateur a tenu à conserver l’évènement. Durant cette édition, nous retrouvons notamment le groupe Simple Plan, le groupe Rouge Pompier, l’artiste local Guillaume Laroche ainsi que Laurence Doire, Qw4rtz, Yelo Molo et Valaire.
Édition 16 : En 2023, les festivités ont eu lieu du 13 au 15 juillet. Le comité organisateur a mis de l’avant uniquement des artistes francophones. Le jeudi 13 juillet, c’est le groupe de La Sarre White Road, Lisa Leblanc et Les Trois Accords qui étaient mis de l’avant. Pour la deuxième journée, c'est le groupe Rose Banane, Jay Scott et Bleu Jeans Bleu qui ont performé sur scène. Pour la dernière journée de spectacle, c’est Frank Côté, FouKi et Roxanne Bruneau qui ont été mis en lumière.
Édition 17 : En 2024, les spectacles ont eu lieu du 11 au 14 juillet où des artistes comme Jonathan Roy, Matt Lang, Ludovick Bourgeois, le groupe Lendemain de veille ont performés à l’agora naturelle près de la rivière Harricana,.